# George Kubler
George Alexander Kubler (Hollywood, 26 luglio 1912 – 3 ottobre 1996) è stato uno storico dell'arte statunitense.

## Biografia
George Kubler è stato un teorico dell'estetica e uno specialista di arte pre-colombiana e ibero-americana del Messico. 
La sua opera principale è The Shape of Time: Remarks on the History of Things, del 1962.
George Kubler è stato allievo e studioso di Henri Focillon e dei massimi studiosi di arte precolombiana e postcolombiana soprattutto in Messico. Nel suo The Shape of Time formula la nozione di “storia dell'arte come storia delle cose”, in quanto storia della cultura materiale. Kubler invita a ricomprendere nel concetto di arte “oltre alle tante cose belle, poetiche e non utili di questo mondo, tutti i manufatti umani in generale” (the whole range of (hu)man-made things), così da far coincidere “l'universo delle cose fatte dall'uomo con la storia dell'arte, con la conseguente e immediata necessità di formulare una nuova linea di interpretazione nello studio di queste stesse cose”.
La ‘storia delle cose’ è per lui una antropologia delle tecniche, interessata al “processo che trasforma ininterrottamente le capacità sensoriali umane e il sapere mediante scoperte continue”. È utile quindi "riunire idee e cose sotto la rubrica di ‘forme visive’, includendo in questo termine sia i manufatti che le opere d'arte, le repliche e gli esemplari unici, gli arnesi e le espressioni, in breve, tutte quelle materie lavorate dalla mano sotto la guida di idee collegate e sviluppate in sequenza temporale […] Scienza e arte si occupano ambedue di certi bisogni umani che la mente e le mani soddisfano producendo cose. Arnesi e strumenti, simboli ed espressioni corrispondono ugualmente a determinati bisogni e tutti devono essere prima progettati e poi eseguiti […] Oggi appare di nuovo chiaro che l'artista è un artigiano e che egli appartiene a un raggruppamento umano distinto quale homo faber, il cui compito è quello di evocare un perpetuo rinnovamento di forme della materia. 
Concentrandosi sulla storia delle cose nei loro rapporti di influenze e filiazioni nel tempo,  Kubler critica la nozione kantiana di contemplazione disinteressata e il culto dell'autorialità e dell'opera unica, tipico della cultura euro-americana degli ultimi secoli. Nel far questo ha bisogno non di mettere in secondo piano l'artista, ma di non trascurare l'uomo operatore, il semplice lavoratore e produttore di cose utili. 